# Sam Taylor-Johnson
Samantha Louise Taylor-Johnson OBE (nascida Taylor-Wood, 4 de março de 1967) é uma cineasta e fotógrafa inglesa. Sua estreia como diretora de cinema aconteceu em 2009 com Nowhere Boy, um filme baseado nas experiências infantis do compositor e cantor dos Beatles, John Lennon. Ela integra um grupo de artistas conhecido como Jovens Artistas Britânicos. Taylor-Johnson foi nomeada oficial da Ordem do Império Britânico (OBE) nas Honras de Aniversário da Rainha em 2011 pelos serviços prestados às artes.
Taylor-Johnson teve câncer duas vezes. Em dezembro de 1997, aos 30 anos, ela se trata de câncer de cólon. Em 2000, foi diagnosticada com câncer de mama.

## Discografia
- 2003: Kiki Kokova – "Love To Love You Baby" (Lucky Kunst)
- 2008: Sam Taylor-Wood & Pet Shop Boys – "I'm in Love with a German Film Star" (Kompakt)[5]

## Filmografia
| Ano  | Filme                   | Notas                                                 |
| ---- | ----------------------- | ----------------------------------------------------- |
| 2006 | Death Valley            | Segmento "Death Valley"; também roteirista            |
| 2008 | Love You More           | Curta-metragem                                        |
| 2009 | Nowhere Boy             |                                                       |
| 2015 | Fifty Shades of Grey    | Indicação – Framboesa de Ouro de 2015 de Pior Roteiro |
| 2017 | Gypsy                   | 2 episódios; também produtora executiva               |
| 2019 | A Million Little Pieces | Também co-roteira                                     |